# Поррас Аюсо, Гуаделупе
Гуаделу́пе По́ррас Аю́со (исп. Guadalupe Porras Ayuso; род. 1987, Бадахос, Эстремадура) — испанская футбольная судья, первая женщина-арбитр, работавшая на матчах Ла Лиги.

## Карьера
В 16 лет начала работать на матчах Третьего Дивизиона (Терсера), затем работала в течение восьми сезонов на матчах Сегунды Б. 
В 2011 году начала работать на матчах Сегунды, где проработала в течение восьми сезонов.
В июле 2019 года была включена в список арбитров на матчи Ла Лиги на сезон 2019/20. Дебютировала в качестве помощника арбитра 18 августа 2019 года на матче «Мальорки» и «Эйбара», закончившийся победой «Мальорки» со счётом 2:1; Поррас Аюсо стала первой женщиной-арбитром в истории Ла Лиги, которая работала на матче.
3 апреля 2021 года стала первой женщиной-арбитром, которая работала в качестве помощника судьи в Финале Кубка Испании между «Атлетиком» и «Реал Сосьедадом»; матч закончился победой «Сосьедада» со счётом 1:0. Также Поррас Аюсо регулярно входит в судейские бригады, которые работают на матчах Лиги чемпионов УЕФА, Лиги конференций и Лиги Европы.